# Felix Schumann (triatleta)
Felix Schumann (11 de junio de 1982) es un deportista alemán que compitió en triatlón. Ganó dos medallas de bronce en el Campeonato Europeo de Xterra Triatlón en los años 2008 y 2010.

## Palmarés internacional
| Campeonato Europeo | Campeonato Europeo | Campeonato Europeo | Campeonato Europeo |
| Año                | Lugar              | Medalla            | Prueba             |
| ------------------ | ------------------ | ------------------ | ------------------ |
| 2008               | Orosei (Italia)    | Medalla de bronce  | Individual         |
| 2010               | Orosei (Italia)    | Medalla de bronce  | Individual         |